# Элиза Гогенлоэ-Лангенбургская
Принцесса Элиза Гогенлоэ-Лангенбургская (нем. Elise zu Hohenlohe-Langenburg; 4 сентября 1864 — 18 марта 1929) — принцесса из дома Гогенлоэ, в браке — последняя княгиня Рейсс младшей линии, супруга князя Генриха XXVII (1858—1928).

## Биография
Элиза родилась в семье князя Германа Гогенлоэ-Лангенбургского (1832—1913) и принцессы Леопольдины Баденской (1837—1903). У неё был старший брат принц (позже — князь) Эрнст и младшая сестра принцесса Феодора.

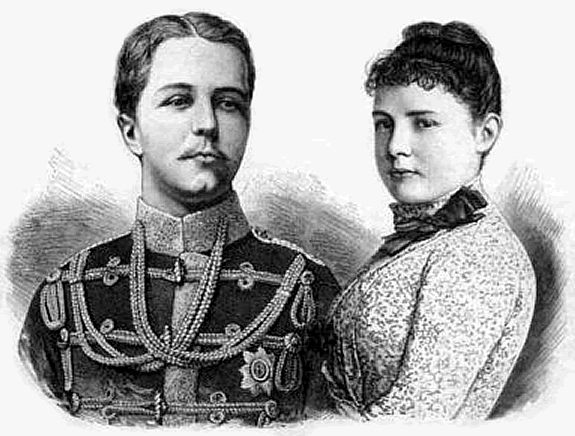
Элиза вместе с супругом принцем Генрихом.

11 ноября 1884 года принцесса вступила в брак с принцем Генрихом XXVII из младшей линии княжеского дома Рейсс. Он был сыном князя Генриха XIV Рейсского и его супруги герцогини Агнессы Вюртембергской. В браке родилось пятеро детей:
- Виктория (1889—1918) — вышла замуж за Адольфа Фридриха Мекленбург-Шверинского;
- Луиза (1890—1951); замужем не была, детей не имела
- Генрих XL (1891); мертворождённый
- Генрих XLIII (1893—1912); умер в юности
- Генрих XLV (1895—1945) — наследный принц Рейсский.

В 1913 году Генрих стал правящим князем Рейсса, и Элиза получила титул княгини. В 1918 году началась революция, свергнувшая монархии в Германии. Князь Генрих отрёкся от престола и до конца жизни (он умер в 1928 году) был главой дома Рейсс младшей линии, а с 1927 году — и старшей линии рода.
Элиза умерла 18 марта 1929 года, пережив супруга всего на полгода.

## Титулы
- 4 сентября 1864 — 11 ноября 1884: Её Светлость Принцесса Гогенлоэ-Лангенбургская
- 11 ноября 1884 — 29 марта 1913: Её Светлость Принцесса Рейсская младшей линии
- 29 марта 1913 — 13 марта 1929: Её Светлость Княгиня Рейсская младшей линии